# Džemat
Džemat (cyr. Џемат) – wieś w Bośni i Hercegowinie, w Republice Serbskiej, w gminie Vlasenica. W 2013 roku liczyła 199 mieszkańców.